# قناة (المهرة)

تعديل مصدري - تعديل

قناة هي إحدى قرى عزلة حبروت بمديرية شحن التابعة لمحافظة المهرة، بلغ تعداد سكانها 13 نسمة حسب تعداد اليمن لعام 2004.